# Cap-Vert aux Jeux paralympiques d'été de 2016
Le Cap-Vert participe aux Jeux paralympiques d'été de 2016 à Rio de Janeiro. Il s'agit de la quatrième participation de ce pays aux Jeux paralympiques d'été et la première fois où un athlète y est médaillé.

## Médaillés
| Médaille | Nom                    | Sport      | Événement          |
| -------- | ---------------------- | ---------- | ------------------ |
| Bronze   | Gracelino Barbosa (en) | Athlétisme | 400 m masculin T20 |

## Athlètes
2 athlètes sont qualifiés en athlétisme :
- Gracelino Barbosa en 400 m T20 ; après une deuxième place en qualification avec un temps de 48 s 77, Barbosa termine 3e sur un temps de 48 s 55
- Márcio Fernandes en lancer du javelot F42-44 (masculin) ; il finit 9e avec un jet à 51.67 m